# Jacqueline Scott
Pour les articles homonymes, voir Scott.
Jacqueline (Sue) Scott est une actrice américaine, née le 25 juin 1931 à Sikeston (Missouri) et morte le 23 juillet 2020 à Los Angeles.

## Biographie
Au cinéma, elle contribue à seulement neuf films américains, disséminés de 1958 à 2009. Mentionnons le western Les Cinq Hors-la-loi de Vincent McEveety (1968, avec James Stewart et Henry Fonda), Tuez Charley Varrick ! de Don Siegel (1973, avec Walter Matthau et Joe Don Baker) et La Flambeuse de Las Vegas, son avant-dernier film également de Don Siegel (1982, avec Bette Midler et Ken Wahl).
À la télévision, Jacqueline Scott apparaît dans quatre-vingt-cinq séries entre 1956 et 2004, dont Gunsmoke (huit épisodes, 1959-1972), Le Fugitif (cinq épisodes, 1964-1967), La Planète des singes (deux épisodes, 1974) et le feuilleton Amour, Gloire et Beauté (quatre épisodes, 1987).
S'ajoutent sept téléfilms à partir de 1970, dont Duel de Steven Spielberg (1971, avec Dennis Weaver) ; le dernier est Confusion tragique de Waris Hussein (avec Bonnie Bedelia et Brian Kerwin), diffusé en 1991.
Enfin, également active au théâtre, elle joue notamment à Broadway (New York) dans deux pièces, de 1955 à 1957.

## Théâtre à Broadway (intégrale)
- 1955 : The Wooden Dish d'Edmund Morris, mise en scène de Louis Calhern : Susan Dennison
- 1955-1957 : Inherit the Wind de Jerome Lawrence et Robert E. Lee, mise en scène d'Herman Shumlin, costumes de Ruth Morley : Rachel Brown / membre de la troupe (remplacement)

## Filmographie

### Cinéma (intégrale)
- 1958 : Macabre de William Castle : l'infirmière Polly Baron
- 1962 : House of Women de Walter Doniger et Crane Wilbur : Mme Stevens
- 1968 : Les Cinq Hors-la-loi (Firecreek) de Vincent McEveety : Henrietta Cobb
- 1969 : Une poignée de plombs (Death of a Gunfighter) de Don Siegel et Robert Totten : Laurie Mills
- 1971 : Duel de Steven Spielberg : Mrs. Mann
- 1973 : Tuez Charley Varrick ! (Charley Varrick) de Don Siegel : Nadine
- 1976 : Starsky et Hutch, S1 Ep17, Poker : Mme Rankin
- 1977 : L'Empire des fourmis géantes (Empire of the Ants) de Bert I. Gordon : Margaret Ellis
- 1977 : Un espion de trop (Telefon) de Don Siegel : Mme Hassler
- 1982 : La Flambeuse de Las Vegas (Jinxed!) de Don Siegel : une parieuse
- 2009 : Sugar Boxx de Cody Jarrett : Irene Guilly

### Télévision (sélection)

#### Séries

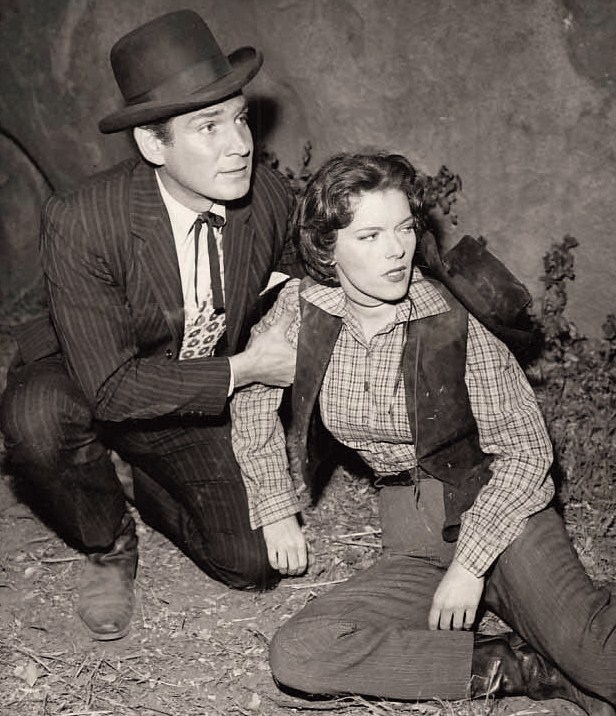
Avec Gene Barry, dans la série Bat Masterson, épisode The Black Pearls (1959, photo promotionnelle)

- 1958 : Mike Hammer (Mickey Spillane's Mike Hammer), première série
  - Saison 1, épisode 12 A Shot in the Arm de John English : Vivian Banner
- 1958 : 77 Sunset Strip
  - Saison 1, épisode 9 Iron Curtain Caper de Richard L. Bare : Nancy Devere
- 1958-1960 : Perry Mason, première série
  - Saison 1, épisode 28 Un fieffé filou (The Case of the Daring Decoy, 1958) : Amelia Armitage
  - Saison 2, épisode 14 Le Poisson noyé (The Case of the Glittering Goldfish, 1959) de Gerd Oswald : Sally Wilson
  - Saison 3, épisode 11 The Case of the Violent Village (1960) de William D. Russell : Kathi Beecher
- 1959 : Bat Masterson
  - Saison 1, épisode 34 The Black Pearls d'Alan Crosland Jr. : Carol Otis
  - Saison 2, épisode 11 The Canvas and the Cane de Walter Doniger : Teresa Renault
- 1959-1960 : Goodyear Theatre
  - Saison 2, épisode 11 A Good Name (1959) d'Elliot Silverstein : Ann Harper
  - Saison 3, épisode 8 Omaha Beach – Plus 15 (1960) de Lamont Johnson : Helen Morris
- 1959-1972 : Gunsmoke ou Police des plaines (Gunsmoke ou Marshal Dillon)
  - Saison 4, épisode 20 Love of a Good Woman (1959) d'Arthur Hiller : Abbie Twilling
  - Saison 8, épisode 6 Collie's Free (1962) : Francie
  - Saison 9, épisode 29 Kitty Cornered (1964) de John Brahm : Stella
  - Saison 12, épisode 8 The Whispering Tree (1966) de Vincent McEveety : Ada Stanley
  - Saison 13, épisode 11 Stranger in Town (1967) : Anne Madison
  - Saison 14, épisode 8 Abelia (1968) de Vincent McEveety : rôle-titre
  - Saison 15, épisode 6 A Man Called « Smith » (1969) de Vincent McEveety : Abelia
  - Saison 17, épisode 20 The Predators (1972) de Bernard McEveety : Abelia
- 1961-1962 : Aventures dans les îles (Adventures in Paradise)
  - Saison 2, épisode 32 Angoisse (Errand of Mercy, 1961) : Betts Forbes
  - Saison 3, épisode 18 Chacun sa vérité (Please Believe Me, 1962) de Don Medford : Adrian Crandall
- 1961-1968 : Lassie
  - Saison 8, épisode 11 Joey (1961) de Joseph Sargent : Cora Young
  - Saison 14, épisode 17 The Bracelet (1968) : Mlle Ridgeway
- 1962 : Route 66
  - Saison 2, épisode 17 City of Wheels de David Lowell Rich : Midge Duran
- 1962 : Le Virginien (The Virginian)
  - Saison 1, épisode 3 Throw a Long Rope de Ted Post : Melissa Tatum
- 1962-1963 : Laramie
  - Saison 4, épisode 4 Shadow of the Past (1962 - Francie) d'Herman Hoffman, épisode 17 The Wedding Party (1963 - Stacey Bishop) de Jesse Hibbs et épisode 24 The Sometime Gambler (1963 - Ellen) de Lesley Selander
- 1962-1965 : Bonanza
  - Saison 3, épisode 16 The Tall Stranger (1962) de Don McDougall : Kathie
  - Saison 6, épisode 2 The Hostage (1964) de Don McDougall : Willa Cord
  - Saison 7, épisode 13 A Natural Wizard (1965) de Robert Totten : Joy Dexter
- 1963 : La Quatrième Dimension (The Twilight Zone)
  - Saison 4, épisode 11 Le Parallèle (The Parallel) d'Alan Crosland Jr. : Helen Gaimes
- 1963 : Les Incorruptibles (The Untouchables)
  - Saison 4, épisode 27 Le Contrebassiste (The Jazz Man) de Vincent McEveety : Lorna Shaw
- 1963 : Suspicion (The Alfred Hitchcock Hour)
  - Saison 2, épisode 3 Terror at Northfield d'Harvey Hart : Susan Marsh
- 1963-1964 : Au-delà du réel (The Outer Limits)
  - Saison 1, épisode 1 Ne quittez pas l'écoute (The Galaxy Being, 1963) de Leslie Stevens : Carol Maxwell
  - Saison 2, épisode 14 Contrepoids (Counterweight, 1964) de Paul Stanley : Dr Alicia Hendrix
- 1964-1967 : Le Fugitif (The Fugitive)
  - Saison 1, épisode 15 Home Is the Hunted (1964) de Jerry Hopper : Donna Kimble Taft
  - Saison 3, épisode 4 Trial by Fire (1965) d'Alexander Singer et épisode 22 Running Scared (1966) : Donna Kimble Taft
  - Saison 4, épisodes 29 et 30 The Judgment, Parts I & II (1967) de Don Medford : Donna Kimble Taft
- 1966-1973 : Sur la piste du crime (The F.B.I.)
  - Saison 1, épisode 25 The Divided Man (1966) de Don Medford : Karen Mason
  - Saison 2, épisode 7 Ordeal (1966) de Ralph Senensky : June Munger
  - Saison 8, épisode 2 Edge of Desperation (1972) d'Arnold Laven : Joan Graves
  - Saison 9, épisode 4 The Pay-Off (1973) de Virgil W. Vogel : Patricia
- 1970 : CBS Playhouse
  - Saison 3, épisode 3 The Day Before Sunday de Paul Bogart : Cassie
- 1970 : Mission impossible (Mission: Impossible), première série
  - Saison 5, épisode 4 Retour au pays (Homecoming) de Reza Badiyi : Cynthia Owens
- 1970 : L'Immortel (The Immortal)
  - Saison unique, épisode 10 Drogue ou Poison (By Gift of Chance) d'Irving J. Moore : Alpha Henderson
- 1971 : Docteur Marcus Welby (Marcus Welby, M.D.)
  - Saison 3, épisode 9 Don't Phase Me Out de Leo Penn : Mariam Garsen
- 1972 : Cannon
  - Saison 1, épisode 21 Le Canard laqué (The Island Caper) de Lewis Allen : Sally Dixon
- 1972-1973 : L'Homme de fer (Ironside)
  - Saison 5, épisode 18 Le Numéro de la mort (Death by the Numbers, 1972) de Don Weis : Felice Evans
  - Saison 6, épisode 20 All About Andrea (1973) de Russ Mayberry : April Morris
- 1972-1974 : Les Rues de San Francisco (The Streets of San Francisco)
  - Saison 1, épisode 4 Mésaventures (45 Minutes from Home, 1972) de Walter Grauman : Emily Rankin
  - Saison 3, épisode 1 La Dernière Tentative (One Last Shot, 1974) de William Hale : Nina Shaffer
- 1973 : The New Perry Mason, deuxième série
  - Saison unique, épisode 4 The Case of the Wistful Widower de Leo Penn : Arlene Pagan
- 1974 : La Planète des singes (Planet of the Apes)
  - Saison unique, épisode 4 La Bonne Graine (The Good Seeds - Zantes) de Don Weis et épisode 7 Le Chirurgien (The Surgeon - Kira) d'Arnold Laven
- 1975-1978 : Barnaby Jones
  - Saison 3, épisode 16 Counterfall (1975) d'Alf Kjellin : Mme Albin
  - Saison 4, épisode 15 Dead Heat (1976) de Walter Grauman : Gwen Reynolds
  - Saison 6, épisode 20 Uninvited Peril (1978) : Verna Compton
- 1976 : Starsky et Hutch (Starsky & Hutch)
  - Saison 1, épisode 17 Poker (Losing Streak) de Don Weis : Evelyn Rankin
- 1978 : Chips (CHiPs)
  - Saison 1, épisode 20 Jour de pluie (Rainy Day) de Gordon Hessler : Ethyl
- 1978 : Sergent Anderson (Police Woman)
  - Saison 4, épisode 20 Une employée modèle (Sweet Kathleen) : Kathleen
- 1979 : La Conquête de l'Ouest (How the West Was Won)
  - Saison 2, épisode 1 Le Tireur d'élite (The Gunfighter) de Vincent McEveety : Mme Ferguson
- 1981 : Vegas (Vega$)
  - Saison 3, épisode 23 Nightmare Come True : Louise Cornell
- 1984 : Riptide
  - Saison 2, épisode 4 Mirage : Wanda Wise
- 1987 : Amour, Gloire et Beauté (The Bold and the Beautiful), feuilleton, épisodes 35, 38, 51 et 65 (sans titres) : Ruth Wilson
- 1987 : La Loi de Los Angeles (L.A. Law)
  - Saison 2, épisode 7 Amour et Préjugés (Rohner vs. Gradinger) : Mme Crawford
- 2004 : Cold Case : Affaires classées (Cold Case)
  - Saison 1, épisode 14 Les Orphelins (The Boy in the Box) : Sally Bower en 2003

#### Téléfilms
- 1970 : Smoke de Vincent McEveety : Fran Fitch
- 1971 : Duel de Steven Spielberg : Mme Mann
- 1973 : Outrage de Richard T. Heffron : Mme Chandler
- 1977 : The Ghost of Cypress Swamp de Vincent McEveety : la tante Louise
- 1981 : A Matter of Life and Death de Russ Mayberry : Sally Lyons
- 1991 : Confusion tragique (Switched at Birth) de Waris Hussein : Ruth Mays